# Ewangeliczny Kościół Ortodoksyjny
Ewangeliczny Kościół Ortodoksyjny (The Evangelical Orthodox Church) – międzywyznaniowy kościół chrześcijański łączący elementy duchowości chrześcijańskiego Wschodu i Zachodu działający w USA, Kanadzie i Szwecji, założony przez chrześcijan ewangelicznych, którzy uznali duchowość prawosławną za niezmienną, a przez to najlepiej oddającą naukę pierwotnego Kościoła. Kościół wyznaje doktryny mające uzasadnienie w Piśmie Świętym i wyjaśniane przez Tradycję - pisma Ojców Kościoła, starożytne Sobory Powszechne i wyznania wiary.